# Steinsdorf (Schmölln)
Steinsdorf ist eine zum Ortsteil Schloßig der Stadt Schmölln im Landkreis Altenburger Land in Thüringen gehörende Kleinsiedlung.

## Lage
Steinsdorf liegt westlich von Schloßig und im äußersten Westen des Stadtgebietes von Schmölln an der Bundesstraße 7. Südlich des Ortes fließt die Sprotte.

## Geschichte
Steinsdorf westlich von Schmölln wurde 1336 erstmals urkundlich genannt. Der Ort gehörte zum wettinischen Amt Altenburg, welches ab dem 16. Jahrhundert aufgrund mehrerer Teilungen im Lauf seines Bestehens unter der Hoheit folgender Ernestinischer Herzogtümer stand: Herzogtum Sachsen (1554 bis 1572), Herzogtum Sachsen-Weimar (1572 bis 1603), Herzogtum Sachsen-Altenburg (1603 bis 1672), Herzogtum Sachsen-Gotha-Altenburg (1672 bis 1826). Bei der Neuordnung der Ernestinischen Herzogtümer im Jahr 1826 kam der Ort wiederum zum Herzogtum Sachsen-Altenburg.
Mit der Auflösung der Patrimonialgerichtsbarkeit 1854 wurde Steinsdorf mit dem Nachbarort Schloßig vereint. Nach der Verwaltungsreform im Herzogtum gehörte er bezüglich der Verwaltung zum Ostkreis (bis 1900) bzw. zum Landratsamt Ronneburg (ab 1900). Das Dorf gehörte ab 1918 zum Freistaat Sachsen-Altenburg, der 1920 im Land Thüringen aufging. 1922 kam Steinsdorf als Teil der Gemeinde Schloßig zum Landkreis Altenburg.
Bei der zweiten Kreisreform in der DDR wurden 1952 die bestehenden Länder aufgelöst und die Landkreise neu zugeschnitten. Somit kam Steinsdorf als Ortsteil der Gemeinde Schloßig mit dem Kreis Schmölln an den Bezirk Leipzig; jener gehörte seit 1990 als Landkreis Schmölln zu Thüringen und ging bei der thüringischen Kreisreform 1994 im Landkreis Altenburger Land auf. Mit der Eingemeindung von Schloßig in die Stadt Schmölln wurde Steinsdorf am 1. Januar 1974 ein Teil des Ortsteils Schloßig. Im Jahr 2012 zählt Steinsdorf 23 Einwohner. Es gibt drei Bauernhöfe und drei weitere Häuser.